# Motizm
Motizm (lub Moizm) – jeden z głównych kierunków w filozofii chińskiej (obok konfucjanizmu, taoizmu i legizmu). Zapoczątkował go Mozi w V wieku p.n.e. Doktryna motizmu zaprezentowana jest w traktacie Mozi, napisanym przez uczniów Mozi, stanowiącym główne źródło wiedzy o tymże prądzie filozoficznym.
Motyści (a w szczególności ich założyciel) sformułowali pierwsze w Chinach teorie etyczne i polityczne oraz byli pierwszą szkołą, podającą ściśle uzasadnione logicznie argumenty dla swych poglądów (w chińskim kręgu kulturowym).
Motizm reprezentuje poglądy pacyfistyczne, opowiada się za jednakową miłością wobec znajomych oraz obcych, propaguje skromność. Do jednego z najważniejszych założeń motizmu należą "Sanbiao" - trzy kryteria osądzania prawdziwości przekonań. Charakterystyczna dla motizmu jest też polemika z konfucjanizmem.
Motizm jest systemem zdecydowanie teistycznym, przywiązującym dużo wagi do sił nadprzyrodzonych, podobnym do henoteizmu.
Motizm był z jednej strony kierunkiem mało popularnym, krytykowanym, a z drugiej wpłynął na chińską filozofię. Swoją świetność osiągnął w III i IV wieku p.n.e Poglądy Mozi już za jego życia były krytykowane, a on sam padał ofiarą prześladowań. Z czasem jego doktryny filozoficzne uległy zapomnieniu, a zainteresowanie nimi odżyło dopiero w erze nowożytnej.

## Historia
Motizm rozpoczął się w V wieku p.n.e - za życia Mozi. Mozi zdołał zebrać kilkuset uczniów, którzy utworzyli razem z nim bractwo ukształtowane na wzór jednostki wojskowej. Mozi był jego pierwszym mistrzem. Członków bractwa obowiązywało bezwzględne posłuszeństwo mistrzowi.
Podobnie jak inne szkoły filozofii chińskiej, motizm stał się obiektem wielu polemik, nie zmienia to jednak faktu że w apogeum swej świetności w IV-III wieku p.n.e. dorównywał popularnością i wpływami konfucjanizmowi.
Z czasem jednak popularność motizmu zmniejszyła się, a bractwo motistów przestało istnieć. Za czasów dynastii Qin motizm, podobnie jak wszelkie szkoły inne niż popierany przez Pierwszego Cesarza legizm był tępiony. O ile jednak konfucjanizm czy taoizm przetrwały ten stosunkowo krótki okres prześladowań dzięki wielkiej popularności i liczbie zwolenników, o tyle motizm prawdopodobnie w tym czasie był już na tyle mało popularny, że jego wytępieniu nie poświęcono większej uwagi.
Motizm jako żywa szkoła filozoficzna zanikł za czasów dynastii Han. Zainteresowanie nim ze strony naukowców odżyło za panowania dynastii Qing oraz w czasach współczesnych.

## Najważniejsze założenia

### Miłość
Główną tezą motizmu jest zasada uniwersalnej miłości. Jest ona (według Mozi) podstawą życia indywidualnego oraz politycznego. Motizm sprzeciwia się miłości ograniczonej tylko do własnej rodziny, grupy społecznej, bliskich, przyjaciół itp. Kładzie nacisk na to, że miłość musi obejmować wszystkich równomiernie. Jako argument przeciwko "miłości ograniczonej" Mozi podaje fakt, że jeżeli człowiek kocha swoich bliskich bardziej niż kogoś innego, wtedy będzie bardziej skłonny skrzywdzić tamtą drugą osobę. Natomiast jeżeli kocha wszystkich tak samo jak siebie, wtedy nie będzie miał chęci wyrządzania innym szkody.
To samo odnosi się do moralności.

### "Sanbiao"
Mozi opracował "sanbiao", a mianowicie trzy kryteria służące do oceniania słuszności danych poglądów, przekonań. Te trzy kryteria to:
1. Sprawdzenie skuteczności na podstawie wiedzy historycznej
2. Zbadanie skuteczności tego na podstawie doświadczeń przeciętnej jednostki
3. Sprawdzenie skuteczności tych poglądów na podstawie zastosowania ich w polityce bądź prawie.

Każde z tych kryteriów odpowiada określonemu przedziałowi czasowemu - pierwsze przeszłości (sprawdzanie czy dana idea wprowadzona w życie odnosiła pozytywne skutki w przeszłości), druga teraźniejszości (sprawdzanie jak zastosowanie danej doktryny wpłynie na społeczeństwo), trzecia przyszłości (sprawdzenie jakie skutki będzie miało wprowadzenie w życie poglądów).

### Wojny i pacyfizm
Zgodnie z nauką motizmu wojny agresywne są potępiane. Porównywane są z grabieżą i zwyczajnymi napadami na innych ludzi. Według motizmu nie ma różnicy między kradzieżą i zaatakowaniem jednego człowieka, a podbiciem większej grupy ludzi i odebraniem im terytorium - jedno i drugie jest zbrodnią.
Motizm dopuszcza jednak prowadzenie obronnych działań zbrojnych. Sam Mozi był nawet autorem kilku traktatów o sztuce wojennej.

### Siły nadprzyrodzone
Według Mozi "Niebiosa" (Tian) nie były bezosobowe, lecz stanowiły siłę moralną. Uważał je za stworzyciela świata, który podtrzymywały. Według Mozi, Niebiosa widziały ludzkie uczynki o nagradzały dobro, a karały zło. Koncepcja ta, jak należy jednak zauważyć, jest znacznie mniej antropomorficzna niż koncepcja Boga judeochrześcijańskiego mimo podobieństw teologicznych.
Mozi również przywiązywał wielką wagę do istnienia duchów. Według niego widziały wszystkie ludzkie działania, bez wyjątku. Duchy uważał za duchowe moce niższe od "Niebios". Zarówno duchy jak i "Niebiosa" pragnęły jego zdaniem czynienia dobra.
Mozi sprzeciwiał się fatalizmowi, gdyż jego zdaniem osłabiał wiarę w "Niebiosa" i duchy.

### Władza w państwie
Mozi był zwolennikiem idei władzy absolutnej. Według niego fakt, że ktoś jest władcą oznaczał, że jest to jego misja otrzymana od "Niebios". Mozi uważał, że zadaniem władcy jest zaprowadzenie w państwie porządku (nawet najgorszy porządek był według Mozi lepszy od chaosu moralno-społecznego), zatem należy mu się bezwzględnie podporządkować, gdyż wyznacza właściwy standard moralnego postępowania. Według Mozi w każdym państwie bez władcy panował chaos moralno-społeczny, ponieważ, mimo iż każdy pragnął dobra, ludzie mieli bardzo odmienne pojęcia dobra, co powodowało między nimi konflikty. Rola władcy polegała natomiast na złagodzeniu ich.

### Logika nieformalna
W III wieku p.n.e. motyści rozwinęli logikę nieformalną. Jej celem było ustalenie co jest właściwe pod względem moralnym, co jest prawdą, i co jest najkorzystniejsze dla obywateli państwa.

### Dziesięć doktryn motyjskich
W miarę rozwoju motizmu jego przedstawiciele podsumowali reprezentowany przez nich kierunek filozoficzny w postaci dziesięciu doktryn, ułożonych w pięć par:
1. "Udoskonalanie wartościowych" i "Naśladowanie lepszych" - zadaniem władcy jest doprowadzenie państwa do stanu porządku (społecznego, ekonomicznego, politycznego) poprzez stawianie przykładu poddanym.
2. "Troska o wszystkich" i "Odrzucenie agresji"
3. Odrzucenie zbędnych ozdób i luksusów oraz przepychu przy organizowaniu pogrzebów (taki przepych przy pogrzebach był w Chinach powszechny)
4. Szacunek wobec "Niebios" (jako najwyższej miary moralnej) i wiara w duchy (które wynagradzają dobro i karzą za zło)
5. Odrzucenie muzyki (tu chodziło o odrzucenie nadmiernych luksusów, których wykorzystywanie przez bogatszych stanowiło wyzysk prostych ludzi) oraz odrzucenie fatalizmu

## Motizm a konfucjanizm
Zasadniczą różnicą między motizmem a konfucjanizmem jest to, że konfucjanizm uważa, że powinno się obdarzyć innym stopniem miłości osoby bliskie sobie, a innym nieznajomych. Mozi sprzeciwiał się takim poglądom, twierdząc, że trzeba kochać każdego równomiernie.
Ponadto Mozi nie zgadzał się z Konfucjuszem, który sądził, że "Niebiosa" były bezosobowe. Zarzucał mu też logiczną niespójność jego nauk, gdyż (według Mozi) nakłaniał do praktyk religijnych, a nie mówił niczego o siłach wyższych. Oprócz tego Mozi krytykował konfucjański fatalizm, twierdząc, że ta doktryna jest zgubna dla społeczeństwa.